# 鹿港聯庄戰役
鹿港聯庄戰役，戴潮春事件系列戰役之一，臺灣清領時期同治元年（1862年）春，彰化縣城先於三月二十日失陷戴潮春天地會黨羽，鹿港距離縣城僅二十餘里，鹿港聯庄為守護家園，當地郊商、富戶籌組民練，偕同鹿港汛官軍之力，農曆三月下旬先後抵禦天地會黃丕建、林大用來犯，第三次於農曆四月間擊退小埔心陳弄，敵軍進犯鹿港戰役，共計守成三次。

## 背景
康熙年間清廷初佔臺灣，鹿港挾有濱海地利，此處便由靖海侯施琅家族經略，施琅原籍泉州，鹿港遂成為泉州移民雲集之處，又因臺灣在清季長年以來械鬥不斷、治安不佳、盜匪頻傳，鹿港郊區有不少村落組成「聯庄保境」組織，其中北郊為「頂十二庄」（今鹿港鎮海埔厝、洋仔厝等）、東郊「中十二庄」（即許厝埔一帶）、南端「廈十二庄」（今埔鹽鄉、福興鄉一帶），亦作「同安寮十二庄」。
同治元年（1862年）農曆三月二十日，彰化城破於戴潮春天地會之軍隊，不少清朝官員競相逃往鹿港避難，鹿港戶口有十二萬餘人，乃臺灣中路中樞、商船雲集，富甲一方，且與彰化城僅二十餘里，很快便成為戴潮春軍隊企圖染指的目標。
鹿港守軍屬安平水師協左營鹿港汛，置一游擊官:428-429，本標營兵 500 員，但承平日久，左營長官游擊江國珍虛報兵員、詐領軍餉、已成陋規，導致敵軍來犯，猝然募兵、難以備戰。幸賴鹿港聯庄保境的民練部隊自嘉慶朝海盜蔡牽騷亂事件後，民間已自行籌辦團練，平時已訓練有素，且當地仕紳蔡德芳與蔡廷元、富戶陳慶昌、郊商施許黃三大家族等不僅多為泉州籍，有志一同，予練勇提供金援，多次抵抗，終保鹿港堅守有成，日後更成為清廷收復失土的要地。

## 前哨戰
同治元年（1862年）三月二十一日，戴潮春暨天地會佔領彰化縣城，處份數名官員之後，不少要員、百姓奔赴鹿港。而因天地會群眾股首，包含戴潮春在內，大多為漳州籍人士，不少漳人得勢欺負泉人，也讓天地會內泉籍首領葉虎鞭、林大用、陳大戇有所怨言。:639
嗣後，戴潮春盤算進攻鹿港，葉虎鞭便表示：「鹿港是泉州人聚集的地方，若貿然攻擊鹿港，以後沒有泉人願依附你。」後又因葉虎鞭與粵籍黃丕建交好，便託黃丕建向戴潮春建言，戴潮春遂同意讓葉虎鞭巡守北門，三日內護送泉民離開彰化縣城，免遭漳民洗劫。:639
彰化失陷的消息傳到鹿港，鹿港當地人心惶惶，游擊官江國珍統御的水師鹿港汛兵丁不足員額 500，難以指望、鹿港海防同知殷紹光平時貪瀆，聽聞彰化城陷落更只想逃跑，被鹿港諸紳商以穩定人心為由，多次挽留；鹿港諸紳眼見文武官員如此，為守家園，自立出資，僱勇禦敵。

## 過程

### 第一次戰役
鹿港無城，以水道溝渠為屏障，斷橋據守，自彰化通往鹿港，雖僅二十里，沿途卻經數庄相連，頗具守勢。同治元年（1862年）三月二十一日、天地會據彰化縣城後，意欲會談，暫不意強攻鹿港，達成合作的目標。天地會黃丕建乃差使黃清溪送姓至鹿港黃家，信中表達願意分擔保衛鹿港的責任，並久仰鹿港諸紳大名，懇望對方賜見之意。

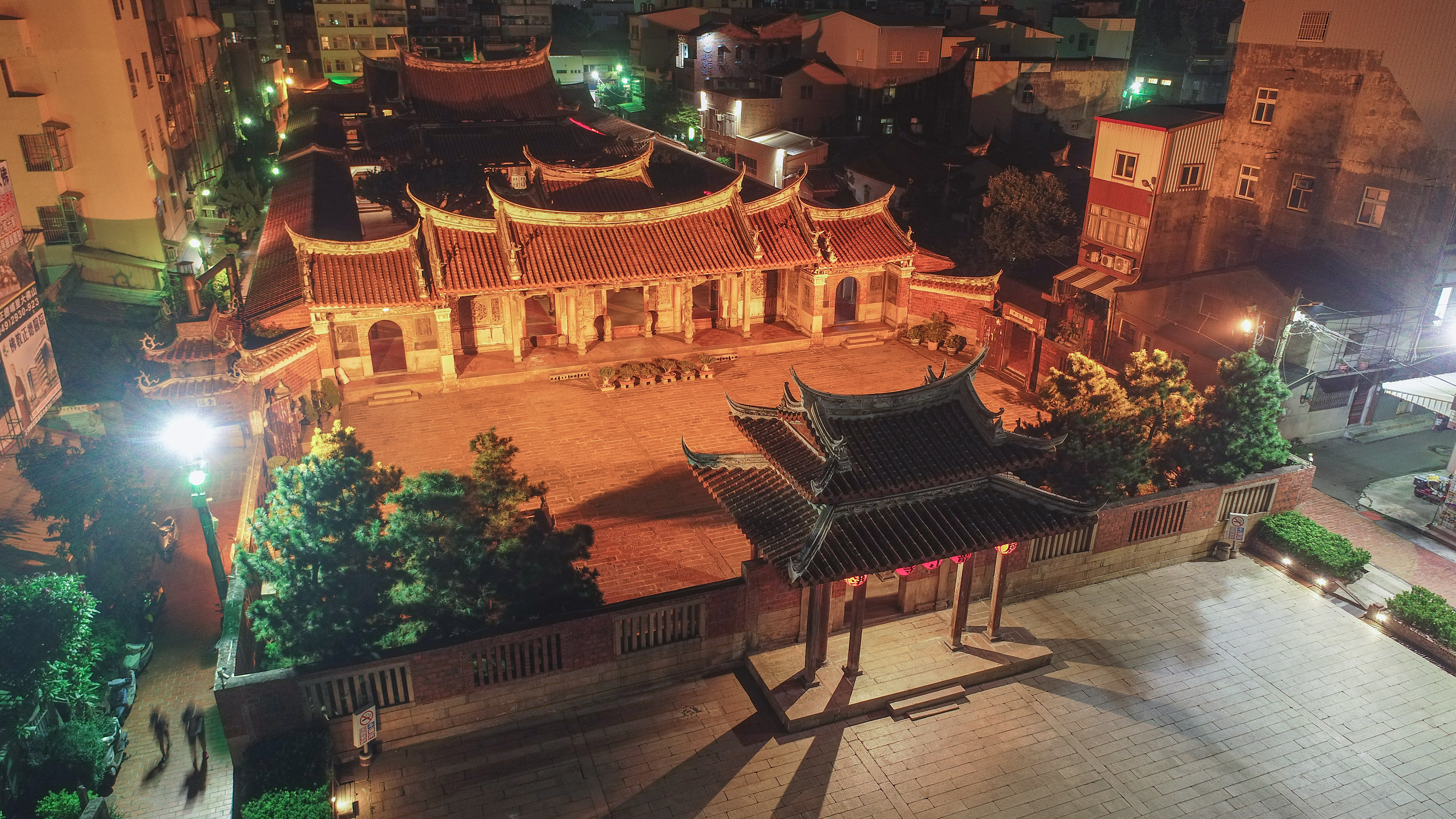
鹿港聯庄民練頗眾，其中鹿港龍山寺亦曾作為團練屯兵的場所。

鹿港諸紳收到此信，召開市民大會，商討是否接見黃丕建事宜。其中郊商蔡德芳持反對立場，但黃小二、黃五味、許貓賀、許任等卻力主邀請對方，於是黃姓家族（黃小二、黃五）擅作主張，自行迎接黃丕建至鹿港的泉郊會館。
黃丕建進入會館，其隨從卻在鹿港滋生自端、在米市街當眾搶劫當鋪、大興作亂。黃丕建率隊抵達鹿港，鹿港汛游擊江國珍唯恐賊黨進攻公堂，其妻、親兵皆環侍身後，將朱提（白銀）堆置於桌案上，案前放置若干火藥桶，大門各置火炮四尊，令營兵舉火守衛，於是當黃丕建下屬在鹿港亂竄之際，無人敢侵犯署營秋毫。
而鹿港民風勇建，不僅婦孺見狀挽起袖子、鳴鑼聚眾來圍毆黃丕建隨從。適逢西港泉州街停泊一百六十艘帆船，船丁千餘人聞聲衝殺而來；又有鹿港生員蔡廷元，也率領屯駐龍山寺的 400 練勇奔襲，一時鹿港各處隘門封閉、民兵齊出圍堵。
鹿港黃五味見態勢如此演變，只得掩護黃丕建從菜園乞食寮口涉溪潛逃，逃亡過程槍林彈雨、可謂驚險萬分。黃丕建抵達同安寮，甫脫險，自感自己來鹿港一遭，「如入寶山卻空手回」，由驚轉怒，便號召同安寮群眾進犯鹿港。但鹿港早有所備，角頭各姓弟子已完成防守部屬，黃丕建端詳對方防範甚嚴，決定棄攻鹿港。

### 第二次戰役
同治元年（1862年）三月下旬，戴潮春見黃丕建攻鹿港失利，便改令林大用為「鎮北將軍」，因林大用出身中寮，亦為泉籍，企圖以同籍香火之情，來鎮撫鹿港。林大用抵達鹿港郊外，以檄文召告鹿港諸紳，鹿港街人雖然歡迎林大用到來，但鹿港人並無投誠戴潮春之意，被鹿港人嚴拒之。

### 第三次戰役
同治元年（1862年）四月，小埔心民練以陳弄（陳啞狗）為首，進攻鹿港，鹿港嚴陣以待，雙方攻防激烈、各有勝場，陳弄軍始終強攻鹿港不下，改採包圍戰術。天地會陳大戇、葉虎鞭，皆為泉人，因天地會黨羽之中，漳泉派系不睦、難以協調，見鹿港圍急，自感：「鹿港，母也；諸莊，子也。皮之不存，毛將安附？」決議投效官軍、改舉白旗，陳大戇率領三十五庄人士、葉虎鞭領導二十四庄民勇，馳援鹿港。
陳弄軍隊後分三路進攻鹿港，鹿港諸紳如蔡德芳、林清源、蔡媽胡、黃季忠皆派各自莊頭民丁出陣，天地會進攻不成，只得暫退、伺機而動。該役，三十五庄有一民壯陣亡，闔港為之服喪，鹿港汛游擊江國珍亦親自奠前哭拜、越二日，雙方再度交戰，二十四庄民丁又傳陣亡一人，江國珍再度上門祭奠，鹿港聯庄民丁軍心大振，齊心殺敵。鹿港兵圍，實則糧餉仍可自給，陳弄軍陷入猶豫，偵查隊傳來泉州街兵勇來援、兼之淡水新莊楊貢被艋舺縣丞郭志緯斬殺的消息，斟酌之下，決議棄攻鹿港、鳴金收兵。

## 鹿港聯庄列表

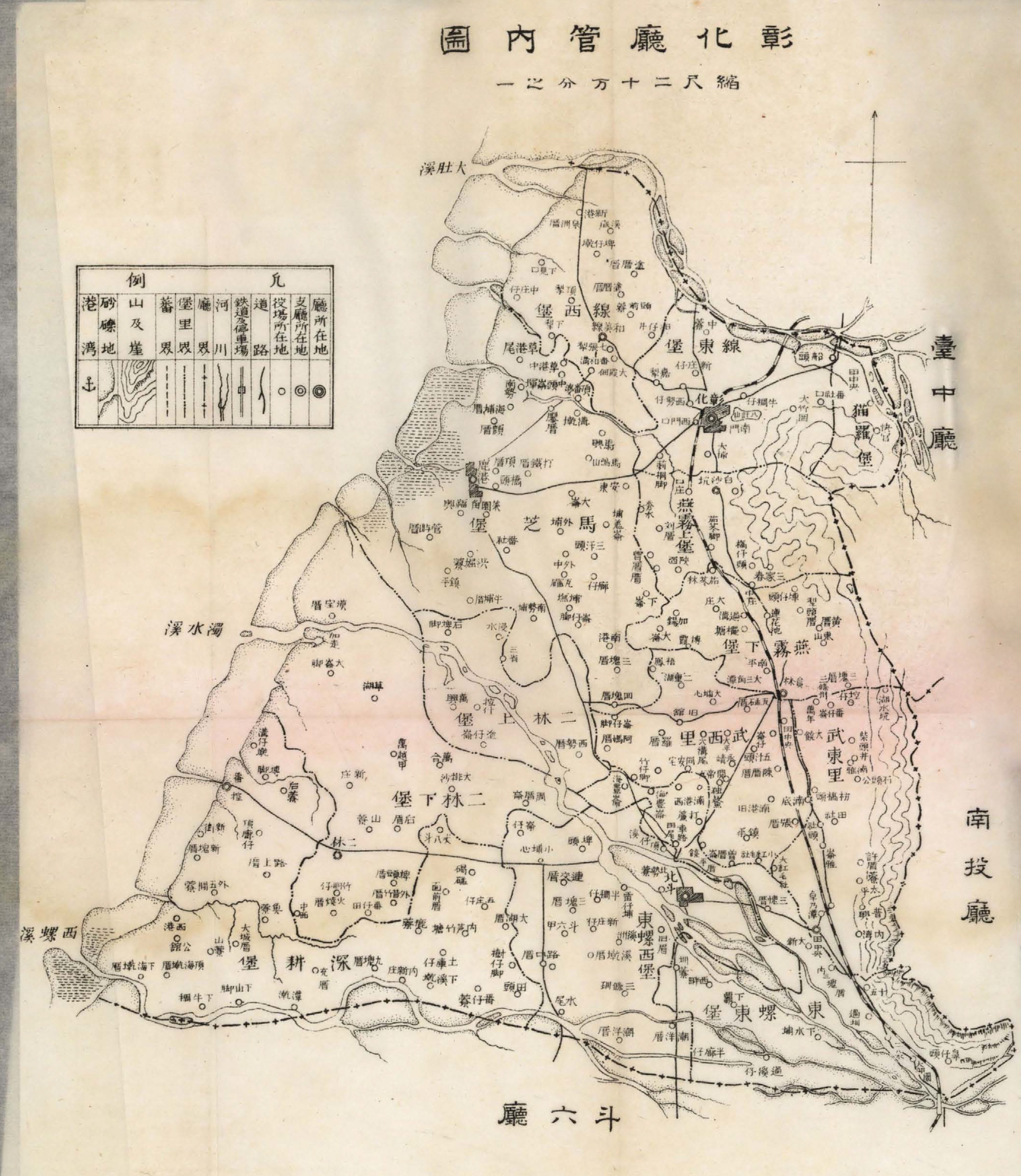
臺灣總督府頒定，通用於 1901 年至 1909 年間的臺灣縣彰化廳區域圖（本圖繪製於1905年），此行政區域尚屬臨時過渡時期，大體延續清制。本圖亦記錄許多清代的古地名可索驥。

戴潮春事件之中，林豪《東瀛紀事》將「馬芝遴堡」、「線西堡」、「燕霧上堡」、「燕霧下堡」、「武東堡」、「武西堡」區域戰事悉統稱鹿港戰役；鹿港作為臺灣中路彰化縣戰區樞紐，在今彰化縣境內村莊常互有兵糧馳援行動，多由鹿港扮演要角，本表以蔡青筠《戴案紀略》提及，與清軍（白旗）聯手抵禦戴潮春天地會的村莊（領導人多為泉籍），茲列表如下：
| 鹿港聯庄                        | 領導人           | 根據地   | 身份             | 兵勇數量 | 備註               |
| ------------------------------- | ---------------- | -------- | ---------------- | -------- | ------------------ |
| 鹿港本庄                        | 蔡德芳           | 鹿港街   | 舉人、郊商       |          |                    |
| 鹿港本庄                        | 蔡廷元           | 鹿港街   | 貢生             | 400      |                    |
| 鹿港本庄                        | 蔡廷魁           | 鹿港街   |                  |          | 蔡廷元之弟         |
| 鹿港本庄                        | 黃季忠           | 鹿港街   | 富戶             |          |                    |
| 鹿港本庄                        | 林清源           | 鹿港街   | 貢生             |          |                    |
| 鹿港本庄                        | 蔡媽胡           | 鹿港街   |                  |          |                    |
| 鹿港本庄                        | 陳宗潢           | 鹿港街   | 舉人、慶昌號主人 |          | 陳克勸次子         |
| 鹿港本庄                        | 陳耀             | 鹿港街   | 嘉寶潭職員       |          | 陳宗潢之子         |
| 鹿港本庄                        | 楊清時           | 鹿港街   | 生員             | 400      |                    |
| 鹿港本庄                        | 施姓家族         | 鹿港街   | 郊商             |          |                    |
| 鹿港本庄                        | 許姓家族         | 鹿港街   | 郊商             |          |                    |
| 鹿港本庄                        | 黃姓家族         | 鹿港街   | 郊商             |          |                    |
| 燕霧二十四庄 （白沙坑二十四庄） | 陳捷魁           | 茄苳腳   | 拔貢生           |          | 燕霧二十四庄大總理 |
| 燕霧二十四庄 （白沙坑二十四庄） | 葉虎鞭（葉保國） |          |                  |          | 原附天地會         |
| 燕霧二十四庄 （白沙坑二十四庄） | 賴登雲           | 大村庄   | 武舉人           |          |                    |
| 燕霧二十四庄 （白沙坑二十四庄） | 白培英           |          |                  |          |                    |
| 燕霧二十四庄 （白沙坑二十四庄） | 唐允文           |          |                  |          |                    |
| 燕霧二十四庄 （白沙坑二十四庄） | 沈炎             |          |                  |          |                    |
| 燕霧二十四庄 （白沙坑二十四庄） | 陳宗文           | 三家村   | 生員             |          |                    |
| 燕霧二十四庄 （白沙坑二十四庄） | 陳清泉           | 三家村   |                  |          |                    |
| 燕霧二十四庄 （白沙坑二十四庄） | 李炎             | 橋仔頭庄 |                  |          | 附天地會           |
| 燕霧二十四庄 （白沙坑二十四庄） | 黃開安           | 白沙坑庄 |                  |          | 白沙坑總理         |
| 同安寮十二庄                    | 陳化機（王鹿養） | 同安寮   |                  |          | 同安寮十二庄大總理 |
| 同安寮十二庄                    | 陳捷元（陳越獅） | 牛牯嶺   | 游擊             |          |                    |
| 快官三十五庄 （社口三十五庄）   | 陳大戇           |          |                  |          | 原附天地會         |
| 快官三十五庄 （社口三十五庄）   | 張赤             | 南門口   |                  | 800      | 原附天地會         |
| 快官三十五庄 （社口三十五庄）   | 社口             |          |                  |          |                    |
| 快官三十五庄 （社口三十五庄）   | 張俊標           | 快官庄   |                  |          |                    |

## 文物
鹿港福鹿溪的楊橋公園上有一「楊公橋」，係嘉慶十七年（1812年）間，彰化縣知縣楊桂森捐俸所建。同治十年（1871年），時任鹿港同知李鍾霖重建此橋，易名為「利濟橋」，並延請鹿港紳商蔡德芳，為此立碑撰文，即「重造利濟橋碑記」，碑文中曾提及，該橋乃是因同治元年（1862年）間的戴潮春事件，為抵禦賊寇入侵，自行毀橋所致。

## 其他
- 彰化縣城被天地會攻佔之後，郡城守城任務改由時任臺灣道道員洪毓琛擔綱，駐紮臺灣府的臺灣鎮軍隊於農曆四月間揮師北上，由時任臺灣鎮總兵林向榮、安平水師協副將王國忠領導，駐軍嘉義城一帶，並在四月間在斗六門與天地會有零星交戰[15]:280-281，而清軍後方糧餉武備補給悉由洪毓琛主持。[3]
- 同治元年（1862年）農曆四月間，反抗軍陳弄進攻鹿港之際，另一支由林日成率領的反政府部隊包圍阿罩霧庄，與林奠國、林文鳳對峙。[9]:637

## 後續
同治元年（1862年）農曆五月十三日，曾玉明率 600 人抵達鹿港，經辦鹿港防務。曾玉明時任福寧鎮總兵:123，原在浙閩一帶參與太平天國軍務，因應臺灣戰事不休，朝廷借重其在臺有擔任過臺灣鎮總兵、臺灣北路協副將等經歷，被派來臺灣。:302-305當時臺灣中路陸路運輸皆為紅軍盤據，臺灣府與鹿港往來僅能依靠水路，乃派員循水路接濟曾玉明，並函飭鹿港鹽館，盡數提撥鹽款予曾玉明，供其所用。